# Gallieniella
Genre
Gallieniella est un genre d'araignées aranéomorphes de la famille des Gallieniellidae.

## Distribution
Les espèces de ce genre se rencontrent à Madagascar et aux Comores.

## Liste des espèces
Selon World Spider Catalog (version 17.5, 21/10/2016) :
- Gallieniella betroka Platnick, 1984
- Gallieniella blanci Platnick, 1984
- Gallieniella jocquei Platnick, 1984
- Gallieniella mygaloides Millot, 1947

## Publication originale
- Millot, 1947 : Une araignée malgache énigmatique, Gallieniella mygaloides n. g., n. sp. Bulletin du Muséum national d'Histoire naturelle, Paris, sér. 2, vol. 19, p. 158-160.